# 1403 Idelsonia
1403 Idelsonia (1936 QA) là một tiểu hành tinh vành đai chính được phát hiện ngày 13 tháng 8 năm 1936 bởi Neujmin, G. ở Simeis.